# 皮埃尔吕 (埃罗省)
皮埃尔吕（法語：Pierrerue，法語發音：[pjɛʁ.ʁy]）是法国埃罗省的一个市镇，属于贝济耶区。

## 地理
皮埃尔吕（43°25'38"N, 2°58'39"E）面积11.7 平方千米，位于法国奧克西塔尼大區埃罗省，该省份为法国南部沿海省份，南濒地中海，西南接奥德省，西北接塔恩省和阿韦龙省，东北与加尔省接壤。
与皮埃尔吕接壤的市镇（或旧市镇、城区）包括：卡兹达尔讷、塞巴藏、费里耶尔普萨鲁、韦纳佐布尔河畔普拉德、圣希尼扬。

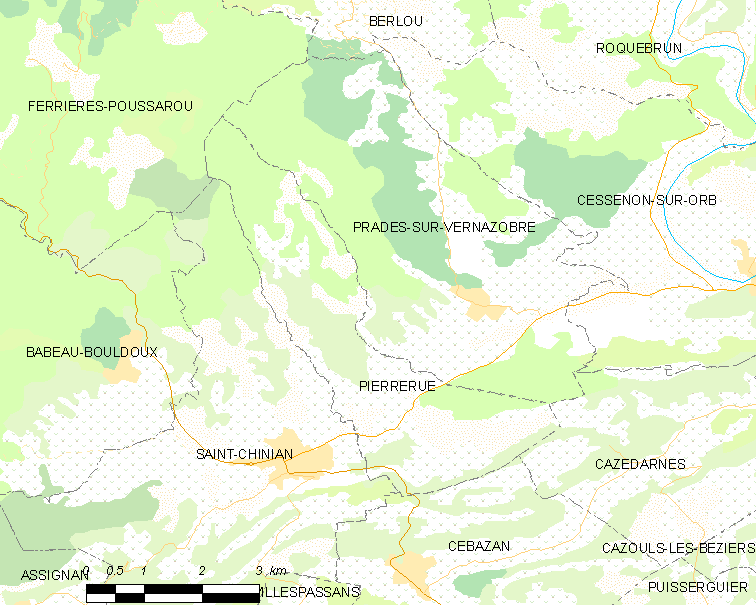
的OSM定位图

皮埃尔吕的时区为UTC+01:00、UTC+02:00（夏令时）。

## 行政
皮埃尔吕的邮政编码为34360，INSEE市镇编码为34201。

## 政治
皮埃尔吕所属的省级选区为圣庞斯德托米耶尔县。

## 人口

1962-2008年间人口变化图示

皮埃尔吕于2022年1月1日时的人口数量为293人。